# Liste der Baudenkmale in Niederer Fläming
In der Liste der Baudenkmale in Niederer Fläming sind alle Baudenkmale der brandenburgischen Gemeinde Niederer Fläming und ihrer Ortsteile aufgelistet. Grundlage ist die Veröffentlichung der Landesdenkmalliste mit dem Stand vom 31. Dezember 2020.

## Baudenkmäler in den Ortsteilen
In den Spalten befinden sich folgende Informationen:
- ID-Nr.: Die Nummer wird vom Brandenburgischen Landesamt für Denkmalpflege vergeben. Ein Link hinter der Nummer führt zum Eintrag über das Denkmal in der Denkmaldatenbank. In dieser Spalte kann sich zusätzlich das Wort Wikidata befinden, der entsprechende Link führt zu Angaben zu diesem Denkmal bei Wikidata.
- Lage: die Adresse des Denkmales und die geographischen Koordinaten. Link zu einem Kartenansichtstool, um Koordinaten zu setzen. In der Kartenansicht sind Denkmale ohne Koordinaten mit einem roten beziehungsweise orangen Marker dargestellt und können in der Karte gesetzt werden. Denkmale ohne Bild sind mit einem blauen bzw. roten Marker gekennzeichnet, Denkmale mit Bild mit einem grünen beziehungsweise orangen Marker.
- Bezeichnung: Bezeichnung in den offiziellen Listen des Brandenburgischen Landesamtes für Denkmalpflege. Ein Link hinter der Bezeichnung führt zum Wikipedia-Artikel über das Denkmal.
- Beschreibung: die Beschreibung des Denkmales
- Bild: ein Bild des Denkmales und gegebenenfalls einen Link zu weiteren Fotos des Baudenkmals im Medienarchiv Wikimedia Commons

### Bärwalde
| ID-Nr.   | Lage                | Bezeichnung            | Beschreibung                                                                       | Bild           |
| -------- | ------------------- | ---------------------- | ---------------------------------------------------------------------------------- | -------------- |
| 09105442 | Bärwalde 20a (Lage) | Burgruine und Gutspark | Die Ruine des Turmes ist der einzige erhaltene Teil der ehemaligen gotischen Burg. | weitere Bilder |

### Borgisdorf
| ID-Nr.   | Lage                 | Bezeichnung                | Beschreibung | Bild                       |
| -------- | -------------------- | -------------------------- | --- | -------------------------- |
| 09105041 | Borgisdorf 39 (Lage) | Dorfkirche                 | Die spätromanische Feldsteinkirche stammt aus der zweiten Hälfte des 13. Jahrhunderts mit eingezogenem Chor. Der Kirchturm entstand in den Jahren 1896/1897. Im Innern steht unter anderem ein hölzernes Altarretabel, das vermutlich der Bildhauer J. C. Schütze im Jahr 1717 schuf. | weitere Bilder             |
| 09105045 | Borgisdorf 37 (Lage) | Stallgebäude mit Oberlaube | Oberlaubenstall: Auf dem Pfarrhof, langgestreckter Fachwerkbau mit Oberlaube, Datierung 1835. | Stallgebäude mit Oberlaube |

### Gräfendorf
| ID-Nr.   | Lage              | Bezeichnung | Beschreibung | Bild       |
| -------- | ----------------- | ----------- | --- | ---------- |
| 09105079 | Dorfstraße (Lage) | Dorfkirche  | Die Feldsteinkirche entstand in der ersten Hälfte des 13. Jahrhunderts. Um 1300 kam der Kirchturm hinzu. Die Kirchenausstattung, darunter der Altar, die Mensa, die Kanzel sowie das Taufbecken stammen einheitlich aus den 1960er Jahren. Zur weiteren Ausstattung gehören sechs Wandleuchter sowie Buntglasfenster in der Altarwand. | Dorfkirche |
| 09105305 | Dorfstraße (Lage) | Gutspark    | | Gutspark   |

### Höfgen
| ID-Nr.   | Lage                | Bezeichnung | Beschreibung | Bild           |
| -------- | ------------------- | ----------- | ------------ | -------------- |
| 09105539 | Dorfstraße 3 (Lage) | Dorfkirche  |              | weitere Bilder |

### Hohenahlsdorf
| ID-Nr.   | Lage                       | Bezeichnung                         | Beschreibung | Bild           |
| -------- | -------------------------- | ----------------------------------- | --- | -------------- |
| 09105321 | Hohenahlsdorf 45 (Lage)    | Dorfkirche                          | Die Feldsteinkirche entstand in der zweiten Hälfte des 13. Jahrhunderts. Im Innenraum hängt ein Kreuzigungsgemälde aus dem Jahr 1676; ein hölzernes Altarretabel stammt aus dem 19. Jahrhundert. | Dorfkirche     |
| 09105162 | Hohenahlsdorf 31-37 (Lage) | Gutsarbeiterhäuser mit Stallgebäude | | weitere Bilder |
| 09105322 | Hohenahlsdorf 45 (Lage)    | Gutshaus                            | Das Gebäude entstand 1790 als Teil des Rittergutes Hohenahlsdorf. Es ist ein zwölfachsiger, zweigeschossiger Fachwerkbau mit Mansardwalmdach. Im Zuge der Errichtung des Gutshauses wurde auch ein kleiner Park angelegt. Nach der Bodenreform waren im Gutshaus Hohenahlsdorf zunächst Flüchtlinge aus den deutschen Ostgebieten untergebracht, zwischen 1952 und 1994 befand sich in dem Gebäude eine Schule. Seit 1996 steht das Gutshaus leer. | weitere Bilder |
| 09106346 | Hohenahlsdorf 29 (Lage)    | Spritzenhaus                        | | Spritzenhaus   |

### Hohengörsdorf
| ID-Nr.     | Lage                   | Bezeichnung                                                          | Beschreibung | Bild                                                                 |
| ---------- | ---------------------- | -------------------------------------------------------------------- | --- | -------------------------------------------------------------------- |
| 09105080   | Dorfstraße 26 a (Lage) | Dorfkirche                                                           | Die Feldsteinkirche entstand im frühen 13. Jahrhundert. Zur Kirchenausstattung gehört unter anderem ein Kanzelaltar, der im Jahr 1730 von Johann Christian Angermann geschaffen und 1920 restauriert wurde. Das Dehio-Handbuch bezeichnet die Arbeit als „qualitätsvoll“. | weitere Bilder                                                       |
| 09105323   | B 102 (Lage)           | Preußischer Postmeilenstein                                          | Der Stein trägt die Inschrift: „1 Meile bis Jüterbogk“. Der jetzige Standort vor einer Grundstückseinfahrt in der Ortslage ist aber nicht original. Der Meilenstein stand ursprünglich im „Werbiger Grund“ ca. 1 km außerhalb an der heutigen B102 Richtung Werbig.       | Preußischer Postmeilenstein                                          |
| 09105324,T | Dorfstraße 27 (Lage)   | Gehöft, bestehend aus Wohnhaus, Stallgebäude, Taubenturm und Scheune | | Gehöft, bestehend aus Wohnhaus, Stallgebäude, Taubenturm und Scheune |

### Hohenseefeld
| ID-Nr.   | Lage                  | Bezeichnung                             | Beschreibung | Bild                                    |
| -------- | --------------------- | --------------------------------------- | --- | --------------------------------------- |
| 09105081 | Hauptstraße 25 (Lage) | Dorfkirche                              | Die evangelische Kirche wurde um das Jahr 1300 errichtet. Der Turm kam im 15. Jahrhundert hinzu. Im 18. und 19. Jahrhundert umgebaut. Im Inneren ein Kanzelaltar aus dem Ende des 19. Jahrhunderts. | weitere Bilder                          |
| 09105325 | Hauptstraße 2 (Lage)  | Stallgebäude mit Oberlaube (alte Nr. 1) | | Stallgebäude mit Oberlaube (alte Nr. 1) |
| 09105326 | Hauptstraße 17 (Lage) | Stallgebäude mit Oberlaube              | | BW                                      |
| 09105327 | Hauptstraße 34 (Lage) | Wohnhaus                                | | Wohnhaus                                |

### Hohenseefeld/ Niederseefeld
| ID-Nr.   | Lage   | Bezeichnung | Beschreibung | Bild           |
| -------- | ------ | ----------- | --- | -------------- |
| 09105328 | (Lage) | Dorfkirche  | Die evangelische Kirche stammt wahrscheinlich aus dem 15. Jahrhundert. Der Turm wurde im 18. Jahrhundert hinzugefügt. Der Kanzelaltar stammt aus dem Jahre 1883, in der Predella befindet sich ein Abendsmalbild. | weitere Bilder |

### Körbitz
| ID-Nr.   | Lage                 | Bezeichnung                                                       | Beschreibung | Bild                                                              |
| -------- | -------------------- | ----------------------------------------------------------------- | --- | ----------------------------------------------------------------- |
| 09105540 | (Lage)               | Dorfkirche                                                        | Die Kirche wurde in der ersten Hälfte des 13. Jahrhunderts erbaut, sie wurde im Laufe der Zeit aber stark verändert. Es ist ein Saalbau mit aus Feldsteinen mit einem eingezogenen Turm und einer Apsis. Im Inneren befindet sich ein Kanzelaltar aus dem ersten Viertel des 18. Jahrhunderts. | Dorfkirche                                                        |
| 09105853 | Dorfstraße 25 (Lage) | Gehöft, bestehend aus Wohnhaus, Torhaus, zwei Ställen und Scheune | | Gehöft, bestehend aus Wohnhaus, Torhaus, zwei Ställen und Scheune |

### Kossin
| ID-Nr.   | Lage   | Bezeichnung | Beschreibung | Bild       |
| -------- | ------ | ----------- | --- | ---------- |
| 09105549 | (Lage) | Dorfkirche  | Die Dorfkirche entstand im 15. Jahrhundert und wurde im Dreißigjährigen Krieg stark beschädigt. Um 1700 erfolgte der Wiederaufbau. Im Innern steht unter anderem ein Altarretabel aus dem Jahr 1683. | Dorfkirche |

### Lichterfelde
| ID-Nr.   | Lage                 | Bezeichnung                                                                                   | Beschreibung | Bild                                                                                          |
| -------- | -------------------- | --------------------------------------------------------------------------------------------- | --- | --------------------------------------------------------------------------------------------- |
| 09105061 | (Lage)               | Dorfkirche                                                                                    | Die Feldsteinkirche entstand in der ersten Hälfte des 13. Jahrhunderts. 1697 wurden der westliche Giebel sowie die Turmwand erneuert. Im Innenraum steht unter anderem ein Kanzelaltar aus der ersten Hälfte des 19. Jahrhunderts. | Dorfkirche                                                                                    |
| 09105543 | Dorfstraße 7 (Lage)  | Stallgebäude mit Oberlaube                                                                    | | Stallgebäude mit Oberlaube                                                                    |
| 09105709 | Dorfstraße 14 (Lage) | Gehöft, bestehend aus Wohnhaus mit Anbau, Torhaus, drei Stallgebäuden, Scheune und Taubenhaus | | Gehöft, bestehend aus Wohnhaus mit Anbau, Torhaus, drei Stallgebäuden, Scheune und Taubenhaus |

### Meinsdorf
| ID-Nr.     | Lage                 | Bezeichnung                                                                                | Beschreibung | Bild                                                                                       |
| ---------- | -------------------- | ------------------------------------------------------------------------------------------ | --- | ------------------------------------------------------------------------------------------ |
| 09105439   | (Lage)               | Dorfkirche                                                                                 | Die evangelische Kirche wurde in den Jahren 1853 und 1854 erbaut. Der Turm wurde 1870 hinzugefügt. Der Altar, die Kanzel und die Empore sind aus der Bauzeit.                        | Dorfkirche                                                                                 |
| 09105233,T | Dorfstraße 28 (Lage) | Gehöft („Buckes-Haus“), bestehend aus Wohnhaus, Scheune und vorderem rechten Seitengebäude | | Gehöft („Buckes-Haus“), bestehend aus Wohnhaus, Scheune und vorderem rechten Seitengebäude |
| 09105440   | Kossiner Weg (Lage)  | Jüdischer Friedhof                                                                         | Auf dem Friedhof befinden sich elf Grabstätten mit erhaltenen Sandsteingrabsteinen mit hebräischen und deutschen Inschriften, die die Zeit des Nationalsozialismus überdauert haben. | Jüdischer Friedhof                                                                         |
| 09105049   | Kossiner Weg (Lage)  | Einsiedel-Gedächtnissäule                                                                  | Die Einsiedel Gedenksäule erinnert an die Erwerbung des Ländchens Bärwalde durch Gottfried Emanuel von Einsiedel im Jahre 1734.                                                      | Einsiedel-Gedächtnissäule                                                                  |

### Nonnendorf
| ID-Nr.   | Lage              | Bezeichnung | Beschreibung | Bild           |
| -------- | ----------------- | ----------- | --- | -------------- |
| 09105462 | (Lage)            | Dorfkirche  | Die Dorfkirche entstand im Jahr 1954 und ist das kleinste Kirchengebäude im Kirchenkreis Zossen-Fläming. Der Innenraum wurde vom Berliner Architekten Uwe Mücklausch gestaltet. | weitere Bilder |
| 09105463 | Dorfstraße (Lage) | Backhaus    | Historisches und 2019 wiedereröffnetes (restauriertes) Backhaus in der Dorfmitte am Dorfteich.                                                                                  | Backhaus       |

### Reinsdorf
| ID-Nr.     | Lage                          | Bezeichnung                                                                                    | Beschreibung | Bild           |
| ---------- | ----------------------------- | ---------------------------------------------------------------------------------------------- | --- | -------------- |
| 09105149   | (Lage)                        | Dorfkirche                                                                                     | Die Dorfkirche ist ein spätromanischer Feldsteinquaderbau aus dem zweiten Viertel des 13. Jahrhunderts. Anfang des 18. Jahrhunderts erfolgte eine Sanierung. Die Ausstattung der Kirche stammt größtenteils ebenfalls aus dem 18. Jahrhundert. | Dorfkirche     |
| 09105711,T | Hohenkuhnsdorfer Weg 2 (Lage) | Gutsanlage, bestehend aus Gutshaus, südlichem und westlichem Wirtschaftsgebäude sowie Wohnhaus | Das Gutshaus, ein zweigeschossiger klassizistischer Putzbau, entstand Mitte des 19. Jahrhunderts. | weitere Bilder |

### Riesdorf
| ID-Nr.   | Lage                 | Bezeichnung | Beschreibung | Bild       |
| -------- | -------------------- | ----------- | --- | ---------- |
| 09105479 | (Lage)               | Dorfkirche  | Die Dorfkirche ist ein spätgotischer Feldsteinbau aus der Zeit um 1300; der Fachwerkturm wurde 1687 angebaut. Die Ausstattung der Kirche stammt überwiegend aus dem Jahr 1693. | Dorfkirche |
| 09105480 | Dorfstraße 22 (Lage) | Backhaus    | | Backhaus   |

### Schlenzer
| ID-Nr.   | Lage                 | Bezeichnung | Beschreibung | Bild           |
| -------- | -------------------- | ----------- | --- | -------------- |
| 09105493 | (Lage)               | Dorfkirche  | Die Kirche wurde in der zweiten Hälfte des 13. Jahrhunderts erbaut. Der Turm ist eingezogen und wurde im 15. Jahrhundert hinzugefügt, der Aufsatz des Turms stammt aus dem Jahr 1753. Der Chor im Osten der Kirche ist eingezogen und rechteckig. An der südliche Seite befindet sich eine kleine Vorhalle aus Backstein. Der Altarsaufsatz stammt aus der Zeit Anfang des 18. Jahrhunderts, er ist schlicht gehalten und zheigt ein Abendmahlsbild. Zwei Glocken der Kirche stammen aus dem 15. Jahrhundert. | weitere Bilder |
| 09105494 | Dorfstraße 56 (Lage) | Pfarrhaus   | Das zur Kirche passende Pfarrhaus wurde 1823 erbaut. Es ist ein eingeschossiger Bau mit einem Krüppelwalmdach. | Pfarrhaus      |

### Sernow
| ID-Nr.   | Lage   | Bezeichnung              | Beschreibung | Bild               |
| -------- | ------ | ------------------------ | --- | ------------------ |
| 09105054 | (Lage) | Dorfkirche               | Die Kirche wurde um 1300 erbaut, der Westturm wurde 1887 hinzugefügt. Es ist ein Rechtecksaal aus Feldsteinen. Im Inneren befindet sich ein Kanzelaltar aus der Zeit Anfang des 18. Jahrhunderts. Das Orgelprospekt wurde 1824 erstellt. | Dorfkirche         |
| 09105506 | ()     | „Landwehrstein“ von 1813 | Der Landwehrstein von Sernow ist zurzeit verschollen. | ein Bild hochladen |

### Waltersdorf
| ID-Nr.   | Lage   | Bezeichnung | Beschreibung | Bild       |
| -------- | ------ | ----------- | --- | ---------- |
| 09105535 | (Lage) | Dorfkirche  | Die Kirche wurde im 15. Jahrhundert erbaut. Es ist ein verputzter Rechtecksaal aus Feldsteinen. Im Inneren befindet sich eine Flachtonne, das Deckengemälde ist aus dem Jahr 1754. Der Rest der Ausstattung ist aus dem Anfang des 18. Jahrhunderts. | Dorfkirche |

### Welsickendorf
| ID-Nr.   | Lage                 | Bezeichnung                                          | Beschreibung | Bild                                                 |
| -------- | -------------------- | ---------------------------------------------------- | --- | ---------------------------------------------------- |
| 09105040 | (Lage)               | Dorfkirche                                           | Die evangelische Kirche stammt aus der zweiten Hälfte des 13. Jahrhunderts oder aus dem frühen 14. Jahrhundert. Die Kirche trägt einen barocken Fachwerkturm. Im Inneren ein Altaraufsatz aus dem Jahre 1692, die Predella zeigt ein Abendmahlsgemälde. | weitere Bilder                                       |
| 09105928 | (Lage)               | Kriegerdenkmal für die Gefallenen des Kriegs 1870/71 | | Kriegerdenkmal für die Gefallenen des Kriegs 1870/71 |
| 09105808 | Dorfstraße 9 (Lage)  | Wohnhaus und Stallgebäude                            | | Wohnhaus und Stallgebäude                            |
| 09105537 | Dorfstraße 14 (Lage) | Stallgebäude mit Oberlaube                           | | Stallgebäude mit Oberlaube                           |

### Werbig
| ID-Nr.            | Lage                | Bezeichnung            | Beschreibung | Bild                   |
| ----------------- | ------------------- | ---------------------- | --- | ---------------------- |
| 09105541 Wikidata | (Lage)              | Dorfkirche             | Die evangelische Kirche ist ein spätromanischer Feldsteinbau mit eingezogenem, kreuzgratgewölbtem Chor und Apsis aus der 1. Hälfte des 13. Jahrhunderts. Der barocke Fachwerkturm wurde 1968 abgetragen. Der Turm wurde im Jahre 2011 rekonstruiert. 2024 konnte eine bereits wieder erforderlich gewordene Sanierung abgeschlossen werden. | weitere Bilder         |
| 09105815          | Dorfstraße 3 (Lage) | Wohnhaus eines Gehöfts | Mit gelben Klinkern und Zierornamenten verkleidete Frontfassade. Handwerklich wertvolle Hauseingangstür. | Wohnhaus eines Gehöfts |

### Wiepersdorf
| ID-Nr.            | Lage   | Bezeichnung                                                       | Beschreibung | Bild           |
| ----------------- | ------ | ----------------------------------------------------------------- | --- | -------------- |
| 09105546 Wikidata | (Lage) | Dorfkirche                                                        | Die evangelische Kirche liegt im Gutspark des Schlosses Wiepersdorf. Die Kirche ist wahrscheinlich im 14. Jahrhundert entstanden. | weitere Bilder |
| 09105547          | (Lage) | Schloss Wiepersdorf mit Park und Grabstätte der Familie von Arnim | Das Schloss Wiepersdorf war der Wohnsitz von Ludwig Achim und Bettina von Arnim, dem Dichterpaar der Romantik.                    | weitere Bilder |